# نهر روك
نهر روك Rock River رافد من روافد نهر مسيسيبي أحد أطول أنهار العالم والذي يوجد بأمريكا الشمالية في الولايات المتحدة تحديدا، يبلغ طوله 459 كم تقريبا ويمتد في ولاية ويسكونسن وولاية إلينوي، ينشأ في مقاطعة فوند دو لاك تقريبا 16 كم من جنوب مدينة ريبون, ويسكونسن و 40 كم جنوب غرب بحيرة ويني باجو .